# Neocryphoeca
Neocryphoeca là một chi nhện trong họ Hahniidae.